# Липинская, Ксения Антоновна
Ксе́ния Анто́новна Липинская (1899-1987) — революционерка, активный участник установления советской власти в Минусинском крае, член Минусинского комитета большевиков, работник Союза трудящейся молодежи, красногвардеец, педагог и пропагандист.

## Биография
Ксения Липинская родилась 21 января (2 февраля) 1899 года в семье служащего в с. Верхний Кужебар Каратузского района Красноярского края. В 1912 г. переехала в Минусинск. В 1917 г. окончила женскую гимназию. С апреля 1917 г. член РСДРП(б)
Сражалась с бандой Сотникова. В июне 1918 г. арестована белогвардейцами и отправлена по этапу в Минусинскую, затем Красноярскую тюрьмы и «эшелон смерти». В декабре 1919 года освобождена черемховскими рабочими.
В 1920 г. — секретарь Черемховского, а потом Минусинского уездных партийных комитетов. После 1920 года работала в партийных и советских органах Иркутска, Читы, Азово-Черноморского края, станицы Белореченской (1935—1937 годы), Краснодарского Края, Москвы.
Окончила Академию коммунистического воспитания им. Н. К. Крупской (училась с 1929 по 1932 гг.). С 1937 по февраль 1938 года — заведующая отделом школ Краснодарского крайисполкома. С февраля 1938 года по август 1941 года — старший инспектор школ в Центральном отделе школ Народного комиссариата путей сообщения СССР (НКПС), затем — директор железнодорожной школы на станции Лосиноостровская Московской области. С 1943 по 1951 год работала на руководящих должностях в Министерстве просвещения РСФСР.
Участник Великой Отечественной войны, воевала в партизанском отряде.
В последние десятилетия своей жизни Липинская выступала как пропагандист и общественный деятель. Много ездила, выступала в школах, на предприятиях, а также в радиопередачах «Хроника Великого Октября», «Судьба страны — моя судьба». Липинская поддерживала связи, вела активную переписку со многими «минусинцами». Умерла в Москве в 1988 году.

## Награды
- орден Трудового Красного знамени[5].
- медаль «Партизану отечественной войны»[1].

## Книга
К. А. Липинская, «Далеко в заснеженной Сибири» // книга, Красноярск: Красноярское кн. изд-во, 1974, 168 стр.
Книга рассказывает о революционных событиях и участниках установления Советской власти в Минусинском уезде.